# Estatística quântica
Uma estatística quantica, no contexto da mecânica quântica e no da mecânica estatística, é a descrição de como a energia de cada um dos entes unitários constituintes de um ensemble está distribuida, dada uma energia total E constante, sob a restrição de que:
1. a energia passa a ser quantizada;
2. as partículas objeto de estudo passam a ser indistinguíveis.

Isso é feito expressando-se as probabilidades relativas de uma partícula com energia {\displaystyle E_{n}}
De modo clássico, a probabilidade é dada por:
onde 
é a chamada função de partição
Nos casos quanticos, o que muda é a questão da quantização do espaço de fase, o que impõe um "volume" mínimo de célula possível nesse espaço.